# Боруя-Нова
Боруя-Нова (пол. Boruja Nowa) — село в Польщі, у гміні Новий Томишль Новотомиського повіту Великопольського воєводства.
Населення — 596 осіб (2011).
У 1975-1998 роках село належало до Познанського воєводства.

## Демографія
Демографічна структура станом на 31 березня 2011 року:
|          | Загалом | Допрацездатний вік | Працездатний вік | Постпрацездатний вік |
| -------- | ------- | ------------------ | ---------------- | -------------------- |
| Чоловіки | 312     | 87                 | 206              | 19                   |
| Жінки    | 284     | 64                 | 182              | 38                   |
| Разом    | 596     | 151                | 388              | 57                   |